# Сергеевка (Лозовский район)
Сергеевка (укр. Сергіївка) — село, 
Яковлевский сельский совет,
Лозовский район,
Харьковская область.
Код КОАТУУ — 6323988507. Население по переписи 2001 года составляет 26 (15/11 м/ж) человек.

## Географическое положение
Село Сергеевка находится на левом берегу реки Орелька,
выше по течению на расстоянии в 2 км расположен посёлок Нижняя Краснопавловка,
ниже по течению примыкает село Степановка.
Рядом проходит автомобильная дорога Т-2109.

## История
- 1914 — дата основания.